# Harold Wallace
Harold Wallace MacDonald (Heredia, 7 de setembro de 1975) é um futebolista costarriquenho, que atua como meio-campista, mas que também joga como lateral-direito.

## Carreira
Wallace, que também possui origem caribenha, assim como Paulo Wanchope e Winston Parks, inicia a carreira em 1993, no Deportivo Saprissa. Atuou pouco tempo por lá.
Jogou também por Zacatepec, Alajuelense (duas passagens), San Luis e Liberia Mia, seu atual time.

## Seleção
El Rapero (como Wallace é alcunhado) contabiliza 100 partidas pela Seleção Costarriquenha de Futebol desde 1995, mas marcou apenas um gol. Atuou na Copa América de 2001, nas Copas de Copa de 2002 e 2006 e em três edições da Copa Ouro.